# Мучукунда
Мучукунда — сын царя Мандхатри и брат Амбариши— был легендарным царем из Солнечной династии согласно индуистской мифологии, а также персонажем Махабхараты. Другими известными царями этой династии были Притху, Тришанку, Бхагиратха, Рагху, Рама и Будда.

## Легенды

### Битва с асурами
Однажды дэвы (боги) были побеждены асурами (демонами). Измученные стрелами, боги обратились за помощью к царю Мучукунде. Мучукунда согласился помочь им, и долгое время сражался с асурами. Поскольку у дэвов не было способного командира, царь Мучукунда защищал их от натиска асуров, пока у дэвов не появился достойный полководец, такой как Картикея, сын Господа Шивы. Тогда царь дэвов Индра сказал царю Мучукунде: «О царь, мы, дэвы, в долгу перед тобой за помощь и защиту, которую ты дал нам, пожертвовав своей семейной жизнью. Но здесь, на небесах, для человека один день равен тысяче земных лет, и ты сражался с асурами в течение одного небесного года. На земле прошло так много времени, что от вашего царства и вашей семьи не осталось и следа. Мы счастливы и довольны вами, так что, просите любой награды, кроме мокши (освобождения), потому что дать мокшум - выше сил богов».

### Долгий сон
Мучукунда был поражен горем, узнав, что его семьи больше нет в живых, и мокша была единственным, о чём он просил, кроме возвращения к своей семье. Мучукунда просит у Индры долгий сон, поскольку только сон позволил бы ему избавиться от печали, к тому же, сражаясь на стороне дэвов, он ни разу не спал. Теперь, после битвы, его одолевала страшная усталость, и он постоянно чувствовал сильную сонливость.
Мучукунда сказал: «О царь дэвов, я хочу спать. Тот, кто посмеет потревожить мой сон, должен немедленно сгореть дотла».
Индра ответил ему: «Да будет так, иди на землю и наслаждайся сном, а тот, кто разбудит тебя, обратится в пепел».
После этого царь Мучукунда спустился на землю и выбрал пещеру, в которой мог бы спать спокойно. Холмы и пещера, где покоился Мучукунда, расположены пещеры Мучукунд, недалеко от Деогарха, район Лалитпур, Уттар-Прадеш.

### Смерть Калаявана

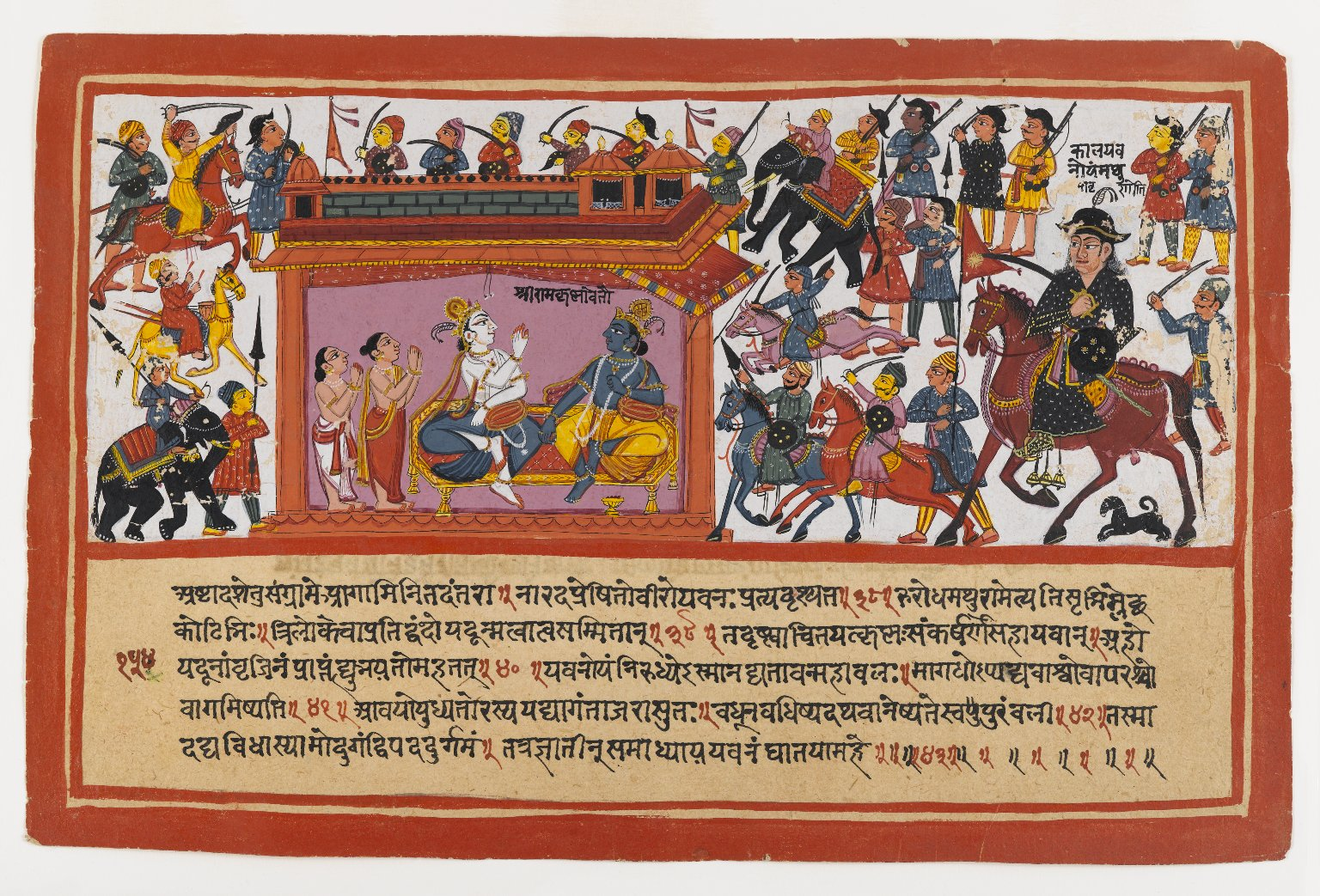
Калаявана окружает страницу Матхуры из серии «Рассеянная Бхагавата-пурана» - Бруклинский музей

Калаявана, великий царь-воин Яван, был убит взглядом Мучукунды, согласно индийскому эпосу Махабхарата.
Калаяван был непобедим ив бою благодаря дару богов, но он был безжалостным и жестоким. Когда он узнал, что Кришна жив, он начинает вторжение в его царство, Матхуру. Когда две армии столкнулись друг с другом в битве, Кришна прыгает со своей колесницы и начинает убегать, за ним следует Калаяван. Спустя долгое время Кришна, преследуемый Калаяваном, входит в темную пещеру. В этой пещере спал Мучукунда с тех пор, как его благословил царь божеств.
Человек, на которого падает взгляд Мучукунды, обречен на мгновенную смерть. Калаяван в приступе гнева и неспособный видеть в темноте нападает на Мучукунду, принимая его за Кришну. Когда Мучукунда просыпается и открывает глаза, его взгляд падает на Калаявана, который тут же сгорает заживо.
Когда Мучукунда проснулся, он был рад видеть Кришну, воплощение Вишну. Кришна посоветовал ему совершать тапас, чтобы очиститься от накопившихся грехов, дабы достичь мокши. После встречи с Господом Мучукунда вышел из пещеры. Он был поражен, увидев, как все существа со временем уменьшились в размерах и ослабли, что указывает на прошедшие века. Согласно индуистской мифологии, Мучукунда был братом Амбариши, предка Рамы - царя, который жил ещё в Трета-юге. Кришна же родился в конце Двапара-юги, то есть спустя примерно миллион лет.
Мучукунда отправился на гору Гандхамадана, а оттуда в Бадрика-ашрам - для совершения покаяния.